# Номерні знаки Тринідаду і Тобаго
Код Тринідаду і Тобаго для міжнародного руху ТЗ — (ТТ).

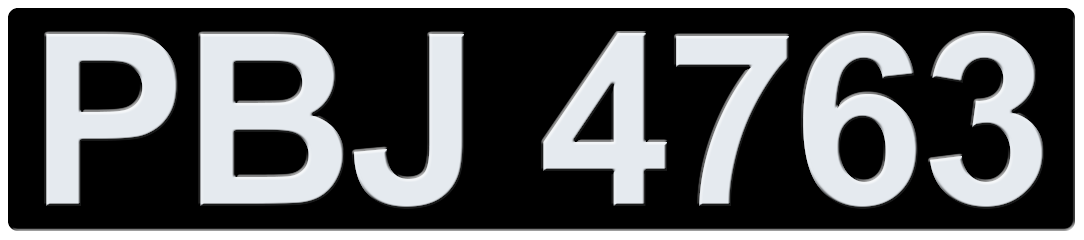
Приватний ТЗ

Номерні знаки Тринідаду і Тобаго побудовано з урахуванням британських колоніальних традицій. Префікс доповнюють 0-2 літери, після чого розташовуються 1-4 цифри. Можливі формати мають вигляд Х 1234, ХА 1234, ХАВ 1234.
Регулярні номерні знаки мають білі символи на чорному тлі, тимчасові (префікси D, V) — червоні символи на білому тлі.

## Кодування
| Префікс | Тип ТЗ                                          |
| ------- | ----------------------------------------------- |
| D       | «демонстративні» — для торговельних організацій |
| H       | наймані ТЗ (включно з автобусами і таксі)       |
| P       | приватні ТЗ                                     |
| R       | орендовані ТЗ                                   |
| T       | транспортні вантажні ТЗ                         |
| V       | «візитер» — тимчасово імпортовані ТЗ            |
| X       | важка та негабаритна техніка                    |

## Військові номерні знаки
Військові номерні знаки мають британську схему: 12 АВ 34. 12-34 — номер ТЗ, АВ — кодування за підрозділом.
| Код | Підрозділ               |
| --- | ----------------------- |
| BG  | Прикордонна варта       |
| CG  | Берегова охорона        |
| DF  | Сили оборони            |
| TTR | Полк Тринідаду і Тобаго |